# Hiéroglyphe égyptien D39
Le hiéroglyphe égyptien D39 (bras tendu offrant un pot) est classifié dans la section D « Parties du corps humain » de la liste de Gardiner ; il y est noté D39.

## Représentation
Il représente un bras tendu tenant un pot (hiéroglyphe W24). Il est translittéré ḥnk.

## Utilisation
| H | n · k | D39 |

| H | n · k | D39 |

« faire cadeau, offrir, faire une offrande, être chargé de ».
C'est un déterminatif du champ lexical de l'offre et du don.
| D37 |

| D37 |

| D38 |

| D38 |

| D36 |

| D36 |

## Exemples de mots
| Dr · r | p · D39 |

| Dr · r | p · D39 |

| D39 · W24 · W24 · W24 |

| D39 · W24 · W24 · W24 |

| H | M2 · n | k · W | D39 · Z1 |

| H | M2 · n | k · W | D39 · Z1 |